# Matthias Knox

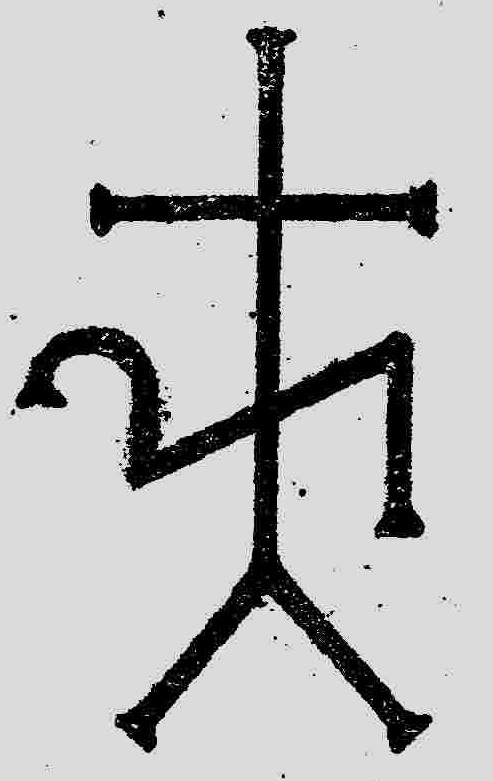
Steinmetzzeichen Matthias Knox

Matthias Knox (* 1645 in Kühnring bei Eggenburg, Niederösterreich; † Juni 1688 in Wien) war ein österreichischer Steinmetzmeister und Bildhauer des Barock, ab 1683 Dombaumeister zu St. Stephan und 1674/1686 Obervorsteher der Wiener Bauhütte.
Die Eggenburger Viertellade des Steinmetz- und Maurerhandwerkes war der uralten Wiener Hauptlade inkorporiert.

## Leben
Matthias Knox war Mieter, zuerst im Stubenviertel, später im Kärntnerviertel. Aus seinen Steuerzahlungen kann man schließen, dass er in späteren Jahren, als Dombaumeister zu St. Stephan, ein durchschnittlich verdienender Meister war.
Das Wiener Bürgerrecht erhielt Matthias Knox am 25. September 1684.

### Steinmetzmeister der Wiener Bauhütte
Matthias Knox hatte am 18. Oktober 1666 beim Wiener Steinmetzhandwerk um sein Meisterstück angehalten, er erhielt seine Aufgaben und am 11. März 1667 wurde es vorgewiesen. Einige Mängel veranlassten das Handwerk (wie bei allen Prüflingen auch), ihm eine Gebühr von acht Reichstalern aufzulegen. Am 9. März 1671 legte er diesen Geldbetrag sowie die Ablöse für das Meistermahl ein.
Am 6. November 1674 wurde Matthias Knox erstmals als „Oberzechmeister“ genannt. Am 30. Dezember 1686 wählten ihn die Meister der Wiener Bauhütte erneut zum Oberzechmeister.

### Lehrmeister
Für Bruder Simon Knox, auch in Kühnring geboren, übernahm er am 10. Oktober 1671 die Verantwortung als Hauptbürge. Bruder Philipp Knox nahm er selbst am 20. März 1678 zum Lehrjungen auf, dessen Freisprechung erfolgte am 20. März 1683.
Der älteste Sohn Johann Carl Knox, der vorher ein Bildhauer war, ist den 26. Dezember 1686 zu einem stainmezen gemacht worden und hat geben müssen beym handtwerckh 25 fl.
Sohn Anton Knox nahm er am 11. April 1683 in die Lehre und sprach ihn vor offener Lade am 24. April 1688 zum Gesellen frei. Anton Knox heiratete im Oktober 1699 Barbara Poppin, Schneidermeisterstochter. Er starb am 6. Juli 1717 als Steinmetzgeselle im Zwieblickhaus in der Schulterstrasse mit 47 Jahren, bei St. Stephan.
Am 23. März 1687 sprach er den Lehrjungen Mathias Grob aus Sommerein am Leithaberg zum Gesellen frei. Das Sommereiner Steinmetzhandwerk war der Viertellade im kaiserlichen Steinbruch angeschlossen. 

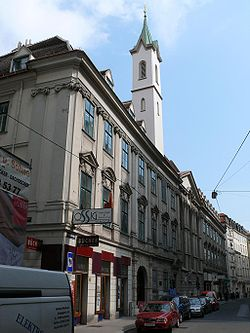
Deutschordenshaus mit Kirche

In seinem letzten Lebensjahr nahm er den Lehrling Caspar Koch von Reichenhall in Bayern als Lehrling auf. Dies war am 28. März 1688, am 7. November 1688 bestimmte das Handwerk Meister Veith Steinböck zum neuen Lehrmeister. Ebenso Lehrling Thomas Haresleben, der am 24. April 1688 aufgenommen und am 25. Juni 1690 dem Meister Johann Georg Prunner zugesprochen wurde.

## Steinmetzauftrag vom Deutschen Ritterorden
Am 9. Dezember 1667 wurde ein Kontrakt zwischen ihm und seinem Mitmeister Urban Illmayr einerseits und dem Deutschen Ritterorden andererseits hinsichtlich der Aufrichtung des neuen Ordenshauses, in unmittelbarer Nähe des Stephansdomes gelegen, abgeschlossen.
Laut Bericht vom 12. Dezember 1666 des Landkomturs Georg Gottfried Freiherr von Lamberg an den Hochmeister Johann Caspar von Ampringen wurden die Arbeiten am Neubau des sehr baufälligen Hauses des Deutschen Ritterordens in Wien unter der Bauleitung von Carlo Canevale begonnen.

## Dombaumeister zu St. Stephan
Sein Amtsvorgänger war Meister Adam Haresleben. Die Eintragung im Innungsbuch dokumentiert .. am 1. November 1683 ist Mathias Knox Baumeister bei St. Stephan.

## Tod und Testament
Matthias Knox fasste sein Testament am 12. April 1688 ab, die Veröffentlichung erfolgte am 15. Juni 1688. Die Steinmetzmeister Veith Steinböck und Johann Georg Prunner waren seine Testamentszeugen. 
In seinem Testament hinterließ der Meister seinen sechs Kindern zusammen 3.000 fl. Er lebte mit seiner Familie als Mieter, aber 1689 tauchte die Witwe eines verstorbenen Steinmetzmeisters Elisabetha Knoxin im Grundbuch als Eigentümerin eines wertvollen Hauses im Stubenviertel auf. Sie hatte drei Wochen nach seinem Tode, am 7. Juli 1688, mit dem Geld, das er seinen Kindern hinterließ, ein Haus gekauft. Ihre Abgaben lassen auf einen wohlhabenden Haushalt schließen. In den Totenprotokollen findet sich die Eintragung ... den 14. Mai 1696 die Elisabetha Knoxin, bürgerliche stainmezin wittib in ihrem hauß bey St. Ruprecht an hizigen gallfieber und folgender frais verschieden, alt 49 jahr.

## Archivalien
- Wiener Stadt- und Landesarchiv: Steinmetzakten.
- Stift Heiligenkreuz Archiv: Kirchenbücher, Register.